# Zeba vára
Zeba vára egy középkori várhely Horvátországban, a Lika-Zengg megyei Gospićhoz tartozó Mogorić Zeba nevű településrészének határában.

## Fekvése
A Gospićtól délkeletre, a Likai karsztmező délkeleti részén, a Likai-középhegység lábánál fekvő, Gospićhoz tartozó Mogorić falu felett, a templomtól keletre emelkedő 688 méteres Vršeljak nevű magaslaton találhatók alig észrevehető maradványai. A helyi lakosság ezt a helyet Milojevića gradinának nevezi.

## Története
A várat és az alatta feküdt középkori települést középkori dokumentumok nem rögzítik, de megtaláljuk Mercator 1627-ből származó térképén „Zolia” néven, amely Mogorović szomszédságában helyezi el, mely Mogorić néven ma is létezik. Egy 1577-ből származó dokumentumban, amely felsorolja azokat a várakat, amelyeket a törökök elfoglaltak szintén megemlítik. Ez a dokumentum két mogorići és két novaki várat is megemlít, így nem tudni, hogy ezek közül melyikben kell keresnünk ezt a várat. Pavičić ezt a várat az egyik mogorići vár neve alatt keresi, Matijević szerint viszont helyesebb a novaki várak között keresni, mert pozíciója közelebb áll a középkori Novaki a területéhez, valójában vele együtt alkot egy egészet. Ezt támasztja alá neve hasonlósága is Mercator térképén szomszédja, Novaković („Nouazolic”) nevével, amelynek a neve Nouazolia (azaz Nova Zeba) néven olvasható. Mindkét vár nevében szerepel a „zolia” szó a Mercator térképén, de Zeba várát régebbinek jelöli, mint Novakovićot (melyet ma Štulića kulának neveznek). A Zeba nevet rejti minden bizonnyal a „Skelbar” név, amely várat Glavinić püspök említi Mogorić szomszédságában 1696-ban. Tulajdonosai a Mogorović családból származhattak, amelynek nemzetségi központja nem messze volt ettől a vártól, de a fennmaradt dokumentumok ezt nem erősítik meg.